# Agnez Mo
Agnes Monica Muljoto (Jacarta, Indonésia, 1 de julho de 1986) é uma cantora e artista indonésia. Ela começou sua carreira na indústria do entretenimento, com a idade de seis anos, como cantora infantil. Agnes lançou três álbuns infantis e tornou-se uma apresentadora de uma série de programas infantis de televisão, antes de lançar, em 2003, o seu primeiro álbum adolescente, intitulado E a história continua (And the Story Goes), o que a projetou para toda indústria musical indonésia. O sucesso nacional encorajou-a a atingir o público da indústria da música internacional. Ela tem colaborado com alguns músicos americanos, como Timbaland, Michael Bolton, Keith Martin, T.I., Chris Brown e French Montana. Em 2017, ela lançou seu álbum internacional, chamado X. Ela participou de algumas novelas, como O casamento precoce (2001), e de filmes, como The Hospital (O hospital)  e Romance in White House (Romance na Casa Branca).

## Discografia

#### Álbuns de Estúdio[4]
- And the Story Goes (2003)
- Waddup A...'?! (2005)
- Sacredly Agnezious (2009)
- Agnez Mo (2013)
- X (2017)

## Prêmios
Mo tornou-se a cantora indonésia mais premiada. Ela recebeu prêmios nacionais notáveis, incluindo: 18 Prêmios Anual de Música da Indonésia; 8 Panasonic Gobel Awards; 5 Prêmios Nickelodeon Indonésia para Crianças; e 4 Prêmios MTV Indonésia. Ela também recebeu muitos prêmios internacionais, incluindo: 1 Planet Music Awards; 3 Ásia Song Festival; 7 Prêmio Música JPOp Ásia; e etc.